# Isadelphina vinacea
Isadelphina vinacea är en fjärilsart som beskrevs av George Francis Hampson 1902. Isadelphina vinacea ingår i släktet Isadelphina och familjen nattflyn. Inga underarter finns listade i Catalogue of Life.